# Richland Township (comté de Gasconade, Missouri)
Richland Township est un ancien township du comté de Gasconade dans le Missouri, aux États-Unis,.
Le township est fondé en 1846 et baptisé en référence à la richesse de son sol.

## Source de la traduction
- (en) Cet article est partiellement ou en totalité issu de l’article de Wikipédia en anglais intitulé « Richland Township, Gasconade County, Missouri » (voir la liste des auteurs).